# Mucambo
Mucambo là một đô thị thuộc bang Ceará, Brasil. Đô thị này có diện tích 190,538 km², dân số năm 2007 là 13980 người, mật độ 73,37 người/km².